# Mancomunitat de la Ribera Alta
La Mancomunitat de la Ribera Alta és una mancomunitat de municipis que agrupa els 35 municipis de la comarca de la Ribera Alta i una entitat local menor. Té la seua seu a Alzira.
L'ens gestiona diferents serveis d'utilitat pública per als municipis que la integren de forma mancomunada en cinc departaments: serveis socials; serveis mediambientals; cultura, formació i assistència a ajuntaments; mobilitat i trànsit i promoció econòmica. En l'actualitat, la mancomunitat és presidida per Francisca Maria Momparler Orta (PSPV-PSOE), alcaldessa de Senyera, des de setembre de 2023.
Els pobles que formen part de la Mancomunitat són: Alberic, Alcàntera de Xúquer, l'Alcúdia, Alfarb, Algemesí, Alginet, Alzira, Antella, Beneixida, Benimodo, Benimuslem, Carcaixent, Càrcer, Carlet, Castelló, Catadau, Cotes, l'Ènova, Gavarda, Guadassuar, Llombai, Manuel, Massalavés, Montroi, Montserrat, la Pobla Llarga, Rafelguaraf, Real, Sellent, Sant Joanet, Senyera, Sumacàrcer, Turís, Tous i la Barraca d'Aigües Vives, una població de 221.229 habitants sobre una extensió de 979,50 km².
Junts amb la Mancomunitat Intermunicipal de la Ribera Baixa, forma el Consorci de la Ribera, amb la finalitat de col·laborar entre les dos mancomunitats i amb altres organismes i de gestionar organismes comuns com a l'Agència Energètica de la Ribera (Aer), que promou l'estalvi energètic i l'ús d'energies renovables; el Pacte Territorial per a l'Ocupació en la Ribera (Pater), que du a terme polítiques actives d'ocupació i inserció laboral i Riberaturisme, que gestiona la planificació turística comarcal.